# Молвице (Калиновац)
Молвице (хрв. Molvice) су насељено место у општини Калиновац, Копривничко-крижевачка жупанија, Хрватска.

## Историја
До територијалне реорганизације у Хрватској биле су у саставу старе општине Ђурђевац. Као самостално насеље Молвице постоје од пописа из 2001. Настала је издвајањем дела из насеља Батинске.

## Становништво
У попису становништва из 2011. године, Молвице су имале 36 становника.
| Број становника према пописима | Број становника према пописима | Број становника према пописима | Број становника према пописима | Број становника према пописима | Број становника према пописима | Број становника према пописима | Број становника према пописима | Број становника према пописима | Број становника према пописима | Број становника према пописима | Број становника према пописима | Број становника према пописима | Број становника према пописима | Број становника према пописима | Број становника према пописима |
| ------------------------------ | ------------------------------ | ------------------------------ | ------------------------------ | ------------------------------ | ------------------------------ | ------------------------------ | ------------------------------ | ------------------------------ | ------------------------------ | ------------------------------ | ------------------------------ | ------------------------------ | ------------------------------ | ------------------------------ | ------------------------------ |
| 1857                           | 1869                           | 1880                           | 1890                           | 1900                           | 1910                           | 1921                           | 1931                           | 1948                           | 1953                           | 1961                           | 1971                           | 1981                           | 1991                           | 2001                           | 2011                           |
| 0                              | 0                              | 0                              | 113                            | 120                            | 133                            | 116                            | 87                             | 135                            | 0                              | 0                              | 0                              | 0                              | 0                              | 42                             | 36                             |

Напомена: Године 2001. настала издвајањем из насеља Батинске, које је садржало податке из 1953. до 1991. Од 1890. до 1948. исказивано као део насеља.